# Chthonius bogovinae
Chthonius bogovinae es una especie de arácnido  del orden Pseudoscorpionida de la familia Chthoniidae. Presenta las subespecies Chthonius bogovinae bogovinae y Chthonius bogovinae latidentatus.

## Distribución geográfica
Se encuentra en los territorios que antes se llamaban Yugoslavia.